# Holzschlägermatte
Die Holzschlägermatte ist eine Bergwiese in rund 835 Meter Höhe auf halber Höhe zwischen Freiburg im Breisgau und dem Gipfel des Schauinslands (1284 m) im Schwarzwald.
Im Jahr 2003 wurden zwei Windräder mit einer Nabenhöhe von ca. 90 m errichtet, wodurch die Holzschlägermatte markant bis weit in das Umland zu erkennen war. Im September 2023 wurde das erste dieser Windräder gesprengt und im Oktober 2024 ein größeres mit einer Nabenhöhe von ca. 160 m errichtet. Nach dessen Fertigstellung folgte im November 2024 die Sprengung des zweiten Windrades. Die Leistung des neuen Windrades ist mehr also doppelt so hoch wie die der beiden Vorgänger zusammengenommen.
Auf der Holzschlägermatte wurde im Jahr 1899 das sogenannte Försterhaus als Hütte und Unterkunftshaus für vorübergehend Beschäftigte an der Schauinslandstraße auch im Zuge des Schauinslandrennens errichtet. Das Försterhaus wurde 1972 abgebrochen und durch eine Gaststätte ersetzt. Nachdem das Gasthaus 2015 wiedereröffnet wurde, besteht so eine Ausflugsmöglichkeit, die gerade auch von Wanderern und Radfahrern und im Winter zum Schlittenfahren genutzt wird.
Erreichbar ist die Holzschlägermatte mit dem ÖPNV über die Schauinslandbahn, die zum Schauinslandgipfel führt. Vom Gipfel kann zur Holzschlägermatte abgestiegen werden. Mit dem Rad besteht eine Anbindung über die Schauinslandstraße.